# Старий Лаз
Старий Лаз (хорв. Stari Laz) — населений пункт у Хорватії, в Приморсько-Горанській жупанії у складі громади Равна Гора.

## Населення
Населення за даними перепису 2011 року становило 201 осіб.
Динаміка чисельності населення поселення:

## Клімат
Середня річна температура становить 6,61 °C, середня максимальна – 19,82 °C, а середня мінімальна – -7,14 °C. Середня річна кількість опадів – 1577 мм.
| Клімат поселення                              | Клімат поселення | Клімат поселення | Клімат поселення | Клімат поселення | Клімат поселення | Клімат поселення | Клімат поселення | Клімат поселення | Клімат поселення | Клімат поселення | Клімат поселення | Клімат поселення | Клімат поселення |
| Показник                                      | Січ.             | Лют.             | Бер.             | Квіт.            | Трав.            | Черв.            | Лип.             | Серп.            | Вер.             | Жовт.            | Лист.            | Груд.            |                  |
| Середній максимум, °C                         | 3,70             | 4,07             | 6,64             | 10,42            | 15,35            | 19,00            | 19,82            | 19,62            | 15,94            | 11,66            | 6,62             | 2,92             |                  |
| Середня температура, °C                       | −1,73            | −1,35            | 1,21             | 5,00             | 9,92             | 13,58            | 15,84            | 15,64            | 11,94            | 7,68             | 2,63             | −1,06            |                  |
| Середній мінімум, °C                          | −7,14            | −6,78            | −4,21            | −0,42            | 4,49             | 8,15             | 11,87            | 11,66            | 7,97             | 3,70             | −1,36            | −5,06            |                  |
| Норма опадів, мм                              | 100              | 102              | 119              | 139              | 122              | 139              | 101              | 120              | 143              | 169              | 182              | 141              |                  |
| Середньомісячна швидкість вітру, м/с          | 3.00             | 3.15             | 3.26             | 3.02             | 2.82             | 2.64             | 2.49             | 2.54             | 2.62             | 2.90             | 3.18             | 3.21             |                  |
| Середньомісячна сонячна радіація, кДж/м²·день | 4369             | 7152             | 10347            | 14577            | 18561            | 20153            | 21595            | 18199            | 13515            | 8963             | 4784             | 3662             |                  |
| --------------------------------------------- | ---------------- | ---------------- | ---------------- | ---------------- | ---------------- | ---------------- | ---------------- | ---------------- | ---------------- | ---------------- | ---------------- | ---------------- | ---------------- |
| Джерело:                                      |                  |                  |                  |                  |                  |                  |                  |                  |                  |                  |                  |                  |                  |